# George Philip Farran
Pour les articles homonymes, voir Farran.
George Philip Farran (né à Templeogue en Irlande le 21 novembre 1876 et mort à Templeogue en Irlande le 5 janvier 1949) est un zoologiste irlandais spécialiste du plancton.

## Biographie
Fils aîné d'Edmond Chomley Farran et de son épouse Anne Hume (née Ryan), George Philip Farran est né à Templeogue (Irlande) le 21 novembre 1876.
Il étudie à l'école du révérend Benson à Rathmines, Dublin, puis entre au Trinity College de Dublin pour y étudier le droit en 1895. Après de brillantes études universitaires, il est diplômé avec la médaille d'or en sciences naturelles.
En 1898, il rejoint un petit groupe de scientifiques travaillant, sous la direction de Ernest William Lyons Holt, sur les problèmes de pêche et de biologie marine en Irlande. Ce petit groupe comporte notamment Walter Medley Tattersall, Stanley Wells Kemp et son beau-frère Charles Green, fils de William Spotswood Green. Puis, en 1900, il entre au service du Département de l'agriculture et de l'enseignement technique en tant que naturaliste,.
Son frère, le capitaine Edmond Chomley Lambert Farran, est tué le 16 juin 1915 à Hooge (Belgique) lors de la deuxième bataille d'Ypres.
Il épouse, en 1920, Georgina Margaret Craig dont il aura un fils et une fille.
Il a été inspecteur en chef des pêcheries de 1938 à son départ à la retraite en 1946,.
Il est décédé le 5 janvier 1949 dans sa maison de Templeogue (comté de Dublin, Irlande) à l'age de 72 ans,.

## Œuvre
Si les premiers articles scientifiques de George Philip Farran couvraient un large champ de la zoologie marine, il a ensuite plus ou moins restreint ses activités à l'étude des organismes planctoniques, avec en particulier les copépodes, et des harengs irlandais,. 
Spécialiste reconnu du plancton, il a représenté l'Irlande aux réunions annuelles du Conseil international pour l'exploration de la mer pendant plus de vingt-cinq ans entre 1920 et 1946. 
Titulaire d'un Bachelor of Arts, George Philip Farran n'a jamais demandé le diplôme de doctorat sur titre auquel il aurait pu prétendre.
Il a été élu membre de l'Académie royale d'Irlande (Royal Irish Academy) en 1912, et membre honoraire de la Challenger Society for Marine Science en 1948 pour son travail en biologie marine.

### Héritage naturaliste
George Philip Farran est l'auteur de la description originale d'organismes marins.
o Genres
- Bathyidia Farran, 1926
- Brachycalanus Farran, 1905
- Bradyetes Farran, 1905
- Cholidya Farran, 1914
- Mimocalanus Farran, 1908
- Scolecocalanus Farran, 1936

o Espèces
- Acartia (Odontacartia) australis Farran, 1936
- Aegires villosus Farran, 1905
- Aegisthus spinulosus Farran, 1905
- Aetideus acutus Farran, 1929
- Amallophora globiceps (Farran, 1908)
- Amallothrix falcifer (Farran, 1926)
- Amallothrix valens (Farran, 1926)
- Amallothrix valida (Farran, 1908)
- Armina cinerea (Farran, 1905)
- Augaptilus anceps Farran, 1908
- Bathyidia remota Farran, 1926
- Bradfordiella fowleri (Farran, 1926)
- Bradyetes inermis Farran, 1905
- Calocalanus contractus Farran, 1926
- Calocalanus pavoninus Farran, 1936
- Calocalanus tenuis Farran, 1926
- Candacia falcifera Farran, 1929
- Centraugaptilus horridus (Farran, 1908)
- Chiridius gracilis Farran, 1908
- Cholidya polypi Farran, 1914
- Chromodoris tenuilinearis Farran, 1905
- Clausocalanus laticeps Farran, 1929
- Clausocalanus paululus Farran, 1926
- Clausocalanus pergens Farran, 1926
- Corbulaseta bulligera (Farran, 1913)
- Corycaeus asiaticus murrayi Farran, 1924
- Dioithona oculata (Farran, 1913)
- Diosaccus varicolor varicolor (Farran, 1913)
- Ditrichocorycaeus andrewsi (Farran, 1911)
- Ditrichocorycaeus dubius (Farran, 1911)
- Epicalymma exigua (Farran, 1908)
- Euaugaptilus facilis (Farran, 1908)
- Euaugaptilus humilis Farran, 1926
- Euaugaptilus similis (Farran, 1908)
- Eubranchus productus (Farran, 1905)
- Farranula curta (Farran, 1911)
- Gaetanus minor Farran, 1905
- Gaetanus pileatus Farran, 1903
- Halgerda punctata Farran, 1902
- Haloptilus bulliceps Farran, 1926
- Haloptilus fons Farran, 1908
- Haloptilus tenuis Farran, 1908
- Heterorhabdus pustulifer Farran, 1929
- Homeognathia brevis (Farran, 1908)
- Jaschnovia brevis (Farran, 1936)
- Labidocera brasiliense Farran, 1929
- Lucicutia curta Farran, 1905
- Lucicutia gemina Farran, 1926
- Lucicutia lucida Farran, 1908
- Macandrewella asymmetrica Farran, 1936
- Macandrewella mera Farran, 1936
- Macandrewella sewelli Farran, 1936
- Metridia discreta Farran, 1947
- Mimocalanus cultrifer Farran, 1908
- Mimocalanus nudus Farran, 1908
- Mixtocalanus alter (Farran, 1929)
- Nullosetigera helgae (Farran, 1908)
- Nullosetigera impar (Farran, 1908)
- Oithona aculeata Farran, 1913
- Oithona atlantica Farran, 1908
- Oithona attenuata Farran, 1913
- Oithona decipiens Farran, 1913
- Oithona fallax Farran, 1913
- Oithona parvula (Farran, 1908)
- Oithona pulla (Farran, 1913)
- Oithona simplex Farran, 1913
- Oithona simplex simplex Farran, 1913
- Oithona vivida Farran, 1913
- Oncaea venusta typica Farran, 1929
- Oncaea venusta venella Farran, 1929
- Ophiacantha densa Farran, 1913
- Paracomantenna minor (Farran, 1905)
- Paraeuchaeta biloba Farran, 1929
- Paraeuchaeta erebi Farran, 1929
- Paraeuchaeta rasa Farran, 1929
- Paraeuchaeta rubicunda (Farran, 1908)
- Paraeuchaeta russelli (Farran, 1936)
- Paraeuchaeta sarsi (Farran, 1908)
- Paraeuchaeta scotti (Farran, 1908)
- Paraheterorhabdus robustus (Farran, 1908)
- Petalifera albomaculata (Farran, 1905)
- Pleuromamma piseki Farran, 1929
- Pontella novaezealandiae Farran, 1929
- Pseudoamallothrix emarginata (Farran, 1905)
- Pseudoamallothrix incisa (Farran, 1929)
- Pseudoamallothrix laminata (Farran, 1926)
- Pseudoamallothrix ovata (Farran, 1905)
- Ratania atlantica Farran, 1926
- Rhyncholagena spinifer (Farran, 1913)
- Sapphirina sali Farran, 1929
- Scaphocalanus curtus (Farran, 1926)
- Scaphocalanus echinatus (Farran, 1905)
- Scolecocalanus galeatus Farran, 1936
- Scolecocalanus lobatus Farran, 1936
- Scottocalanus sedatus Farran, 1936
- Scottocalanus terranovae Farran, 1929
- Spinocalanus abyssalis pygmaeus Farran, 1926
- Spinocalanus spinosus Farran, 1908
- Stichastrella ambigua (Farran, 1913)
- Talacalanus greenii (Farran, 1905)
- Teneriforma naso (Farran, 1936)
- Triconia furcula (Farran, 1936)
- Valdiviella insignis Farran, 1908
- Vettoria parva (Farran, 1936)
- Xanthocalanus obtusus Farran, 1904
- Xanthocalanus pinguis Farran, 1905
- Xanthocalanus squamatus Farran, 1936

### Hommages
Rendant hommage à son travail, des genres et des espèces de crustacés appartenant principalement à la sous-classe des copépodes ont été nommés en son honneur.
- Farrania Sars, 1920 (ordre des Calanoida, famille des Aetideidae)
- Farranula Wilson, 1932 (ordre des Cyclopoida, famille des Corycaeidae)

- Amallothrix farrani Rose, 1942 (ordre des Calanoida, famille des Scolecitrichidae)
- Clausocalanus farrani Sewell, 1929 (ordre des Calanoida, famille des Clausocalanidae)
- Clytemnestra farrani Huys & Conroy-Dalton, 2000 (ordre des Harpacticoida, famille des Clytemnestridae)
- Euaugaptilus farrani Sars G.O., 1920 (ordre des Calanoida, famille des Augaptilidae)
- Labidocera farrani Greenwood & Othman, 1979 (ordre des Calanoida, famille des Pontellidae)
- Laophonte farrani Roe, 1958 (ordre des Harpacticoida, famille des Laophontidae)
- Mysidetes farrani (Holt & Tattersall, 1905)[6] (ordre des Malacostraca, famille des Malacostraca)
- Neoscolecithrix farrani Smirnov, 1935 (ordre des Calanoida, famille des Tharybidae)
- Oithona farrani (Brady, 1915) (ordre des Cyclopoida, famille des Oithonidae)
- Paraeuchaeta barbata farrani With, 1915 (ordre des Calanoida, famille des Euchaetidae)
- Paraheterorhabdus farrani (Brady, 1918) (ordre des Calanoida, famille des Heterorhabdidae)
- Scaphocalanus farrani Park, 1982 (ordre des Calanoida, famille des Scolecitrichidae)
- Scopalatum farrani Roe, 1975 (ordre des Calanoida, famille des Scolecitrichidae)
- Scottocalanus farrani Scott A., 1909 (ordre des Calanoida, famille des Scolecitrichidae)

Il est à noter que le gastéropode Amphorina farrani (Alder & Hancock, 1844) n'a pas été nommé en l'honneur de George Philip Farran mais d'un homonyme.
Un laboratoire de recherche en zoologie marine (The Farran Laboratory) situé à Newport (Comté de Mayo, Irlande) a été nommé en son honneur en 1957.

### Liste d'ouvrages
- Farran, G.P. 1894. Cirrhoedia xerampelina and Triphosia dubitata in Co. Dublin. Irish Naturalist, 3: 243.
- Farran, G.P. 1896. The grasshopper warbler in Co. Dublin. Irish Naturalist, 5: 191.
- Farran, G.P. 1903. Record of the Copepoda taken on the mackerel fishing grounds off Cleggan, Co. Galway, in 1901. Annual Report of Fisheries, Ireland : 105-122.
- Farran, G.P. 1905. Report on the Copepoda of the Atlantic slope off counties Mayo and Galway. Annual Report of Fisheries, Ireland, 2(6): 23-52.
- Farran, G.P. 1905. Report on the opisthobranchiate Mollusca collected by Professor Herdman, at Ceylon, in 1902. pp. 329–364 in: Report to the government of Ceylon on the pearl oyster fisheries of the Gulf of Manaar 3, Suppl. Rept. No. 21 (W.A. Herdman, ed.). Royal Society, London.
- Farran, G.P. 1908. Second report on the Copepoda of the Irish Atlantic slope. Rep. Sea inland fish. Ireland Sci. Invest. 1906. Pt. (1908): 19-120.
- Farran, G.P. 1908. Note on the Copepod Genus Oithona. The Annals and Magazine of natural History, 2: 498-503.
- Farran, G.P. 1911. Plankton from Christmas Island, Indian Ocean. I. On Copepoda of the Family Corycaeidae. Proceedings of the Zoological Society of London, 282-296.
- Farran, G.P. 1913. Plankton from Christmas Island, Indian Ocean. II. On Copepoda of the genera Oithona and Paroithona. Proceedings of the Zoological Society of London, 2823: 181-193.
- Farran, G.P. 1922. Ernest W.L. Holt. Irish Naturalist, 31: 97-99.
- Farran, G.P. 1926. Biscayan plankton collected during a cruise of H.M.S. “Research”, 1900. Pt. 14. The Copepoda. J. Linn. Soc. London, Zool., 36: 219-310.
- Farran, G.P. 1929. Crustacea. Pt. 10. Copepoda [British Antartic "Terra Nova" Expedition, 1910]. Public. of Brit. Mus.Nat. Hist. Rep. Zool., 8(3): 203-306.
- Farran, G.P. 1946. Local names of Irish fishes. Irish Naturalists' Journal, 8: 420-433.
- Farran, G.P. 1947. Irish species of the copepod Diaptomus. Irish Naturalists' Journal, 9: 23.
- Farran, G.P. 1947. Vertical distribution of plankton (Sagitta, Calanus and Metridia) off the south coast of Ireland. Proceedings of the Royal Irish Academy, 51B: 121-136.
- Farran, G.P. 1949. Stenoteuthis pteropus (Steenstrup) on Co. Clare shore. Irish Naturalists' Journal, 9: 277-278.